# Echinochloa jaliscana
Echinochloa jaliscana är en gräsart som beskrevs av Mcvaugh. Echinochloa jaliscana ingår i släktet hönshirser, och familjen gräs. Inga underarter finns listade i Catalogue of Life.